# Dorfmerkingen
Dorfmerkingen (schwäbisch: „Dorfmirgna“) mit den Weilern Dossingen, Hohenlohe und Weilermerkingen liegt im Ostalbkreis im Osten von Baden-Württemberg. Es gehört zur Stadt Neresheim.

## Geografische Lage

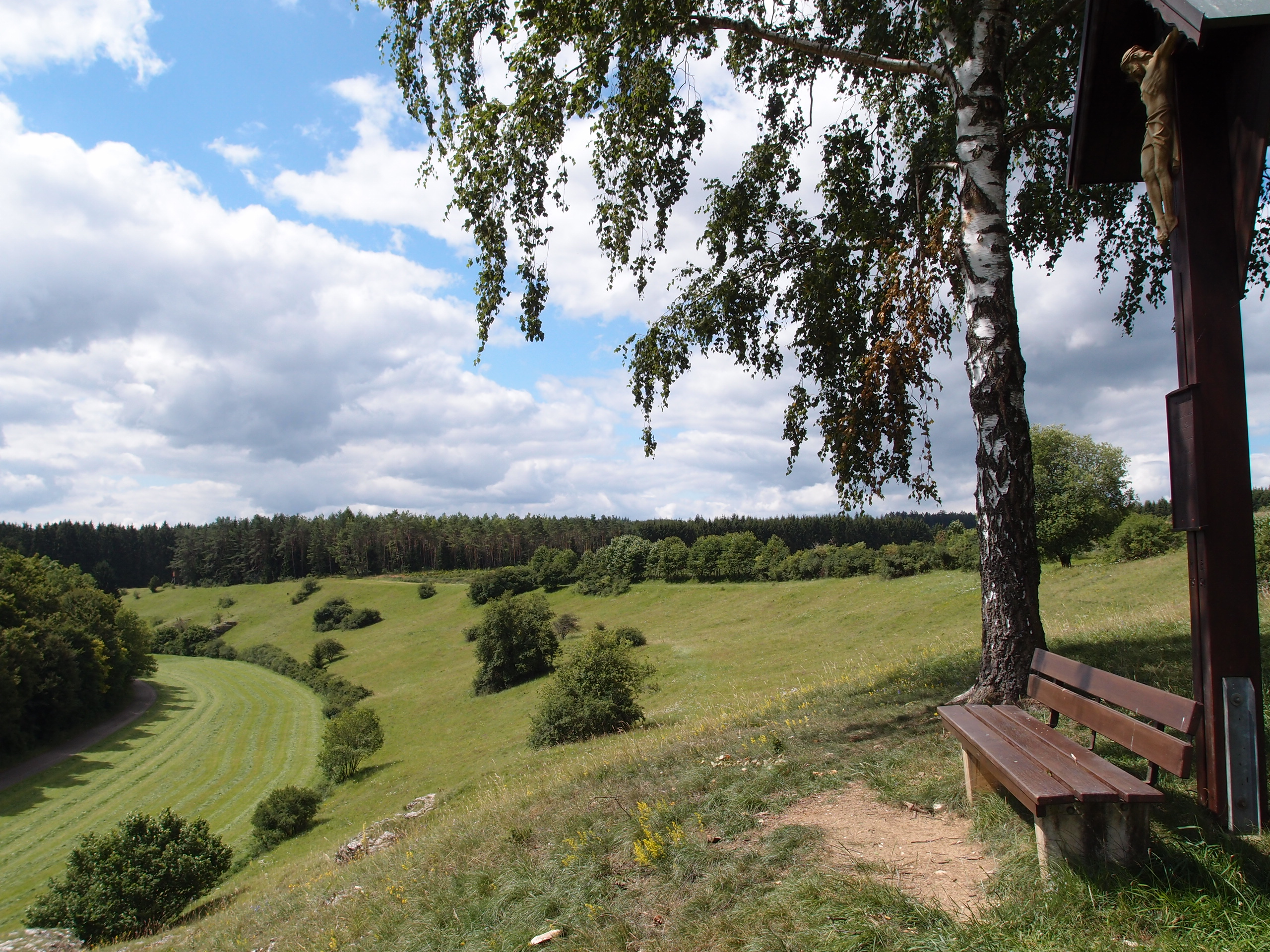
Naturschutzgebiet Dossinger Tal bei Dorfmerkingen

Dorfmerkingen liegt auf dem Härtsfeld in einem Nebental des Dossinger Tals nördlich vom Hauptort Neresheim. Weitere Nachbarschaften bestehen im Westen zu Elchingen, dem Bopfinger Stadtteil Unterriffingen im Norden sowie dem Weiler Hohenlohe im Nordwesten. Östlich von Dorfmerkingen liegen die Weiler Dehlingen und Weilermerkingen, südöstlich Ohmenheim, südlich der Weiler Dossingen und im Südwesten Stetten.

## Bevölkerungsentwicklung
| Jahr      | 1813  | 1821  | 1834 | 1846 | 1852 | 1858  | 1867  | 1880 | 1900 | 1910 | 1925 | 1939 | 1950  | 1961 | 1970  | 2018  | 2019  | 2020  | 2021  | 2022  |
| Einwohner | 1.178 | 1.213 | 907  | 907  | 941  | 1.001 | 1.003 | 847  | 780  | 741  | 778  | 721  | 1.028 | 930  | 1.040 | 1.031 | 1.022 | 1.012 | 1.027 | 1.035 |

## Geschichte
Im südöstlichen Teil führte die von Lauingen nach Bopfingen führende Römerstraße über die Gemarkungsfläche. Der Ortsname, erstmals 1144 als Merckingen urkundlich erwähnt, wird auf die alamannische Landnahme und den Personennamen Marko zurückgeführt. Auf der Gemarkungsfläche wurde aus der ältesten Siedlungsschicht ein Reihengräberfriedhof aus dem 4./5. Jahrhundert entdeckt.
1212 wurde der Ort als Merchingen, 1298 als Merchingen maiore erwähnt. Die Herren von Merkingen besaßen auf dem heute als Burghalde bekannten Gewann eine mittlerweile abgegangene Burg. Der Ortsadel zog früh ins Nördlinger Ries, wo er durch seine oettingischen Lehnsherren zu bedeutendem Besitz kam.
Im 15. Jahrhundert waren zunächst die Schenken von Schenkenstein bedeutendste Besitzer in Dorfmerkingen, ab 1461 die niederadeligen Ahelfinger. Nach Aussterben der Ahelfinger kam deren Besitz an eine Linie der Woellwarth. 1644 wurde der woellwarthsche Lehensbesitz größtenteils vom Stift Ellwangen eingezogen. Weitere Grundherren waren das Kloster Kaisheim, das Nördlinger Spital, das Kloster Lorch und ab 1471 die Deutschordenskommende Kapfenburg, über die Herrschaft Heidenheim auch Württemberg.
Landesherrschaft und Hochgericht übte Oettingen aus, was zu zahlreichen Streitigkeiten und militärischen Exekutionen mit Ellwangen führte, die erst 1795/96 mit dem Verkauf des ellwangischen Besitzes an Oettingen-Wallerstein endeten.
1570, 1624 und 1681 wurde Dorfmerkingen durch Brände in Mitleidenschaft gezogen.
Mit der Rheinbundakte 1806 kam Dorfmerkingen an das Königreich Bayern, 1810 mit dem Grenzvertrag zwischen Bayern und Württemberg an das Königreich Württemberg; es gehörte verwaltungsmäßig bis 1938 zum Oberamt Neresheim, danach zum Landkreis Aalen. Seit dem 1. März 1972 ist Dorfmerkingen ein Teil der Stadt Neresheim.

## Politik

### Ortschaftsrat
Zur Kommunalwahl am 26. Mai 2019, zu der 864 Personen wahlberechtigt waren, wurden in Dorfmerkingen 10 Ortschaftsräte gewählt:
| Parteien und Wählergemeinschaften | Parteien und Wählergemeinschaften           | % 2019 | Sitze 2019 |        | % 2014 | Sitze 2014 |
| UBL                               | Unabhängige Bürgerliste                     | 58,1   | 6          | –      | –      |            |
| SPD                               | Sozialdemokratische Partei Deutschlands     | 41,9   | 4          | 20,4   | 2      |            |
| CDU                               | Christlich Demokratische Union Deutschlands | –      | –          | 79,6   | 8      |            |
| Gesamt                            | Gesamt                                      | 100    | 100        | 100    | 100    |            |
| Wahlbeteiligung                   | Wahlbeteiligung                             | 71,6 % | 71,6 %     | 63,7 % | 63,7 % |            |

### Wappen
| Wappen der früheren Gemeinde Dorfmerkingen | Blasonierung: „In goldenem rot bordiertem Schild ein auf der rechten Seite geborstenes, ursprünglich vierspeichiges, rotes Rad.“ |
| Wappen der früheren Gemeinde Dorfmerkingen | Wappenbegründung: Das Wappen wurde der Gemeinde mit Schreiben vom 31.01.1956 genehmigt und ersetzte ein 1931 neu angenommenes Wappen. Das Wappen mit dem geborstenen Rad wurde bereits im Jahre 1629 verwendet und ist möglicherweise sogar schon 1550 in Verwendung gewesen. Damit ist es eines der ältesten Ortswappen der Region. Die Farben sind die der ehemaligen Grafschaft Oettingen. |

Wie alle Wappen und Flaggen der ehemals selbständigen Gemeinden ist das Dorfmerkinger Wappen als amtliches Bildkennzeichen mit der Eingemeindung erloschen.

## Kultur und Sehenswürdigkeiten

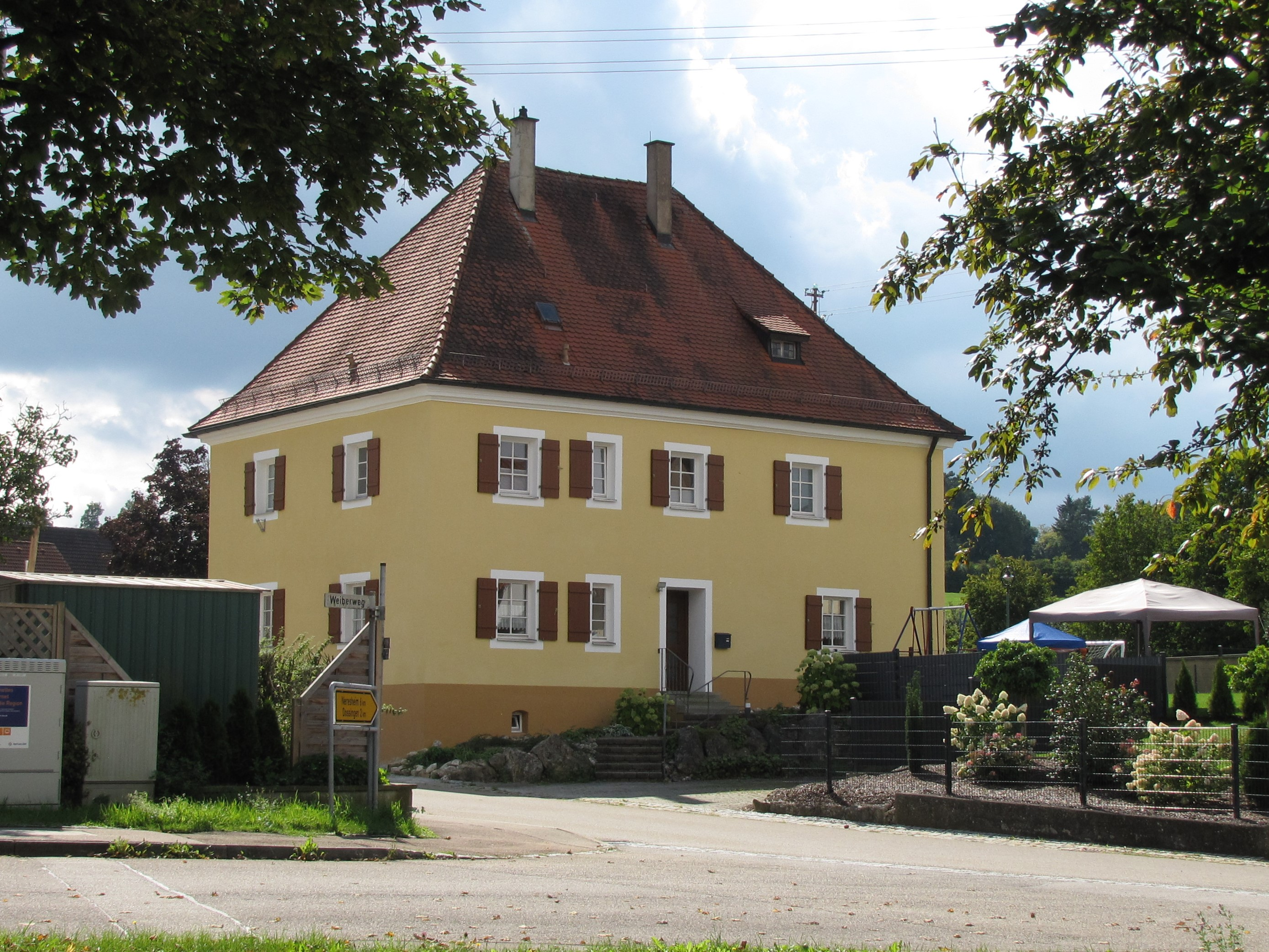
Pfarrhaus Dorfmerkingen (2020)

Die katholische Pfarrkirche St. Mauritius und St. Georg, 1747 mit markantem Zwiebelturm im Zopfstil errichtet, enthält mehrere Deckenfresken von Johann Michael Zink. Das Hauptbild zeigt die Maria Immaculata, in den Zwickeln werden Szenen aus dem Leben der Kirchenpatrone Mauritius und Georg gezeigt. Der barocke Hauptaltar zeigt ein Bild des Heiligen Mauritius vor dem römischen Kaiser; der Chorraum wurde 2000 von Michaela A. Fischer neu gestaltet.
Am Westausgang des Ortes in Richtung Elchingen befindet sich bei einem markanten Kalkfelsen die Kapelle St. Leonhard, im Rokoko-Stil erbaut mit barockem Tafelbild.

### Kulturdenkmäler

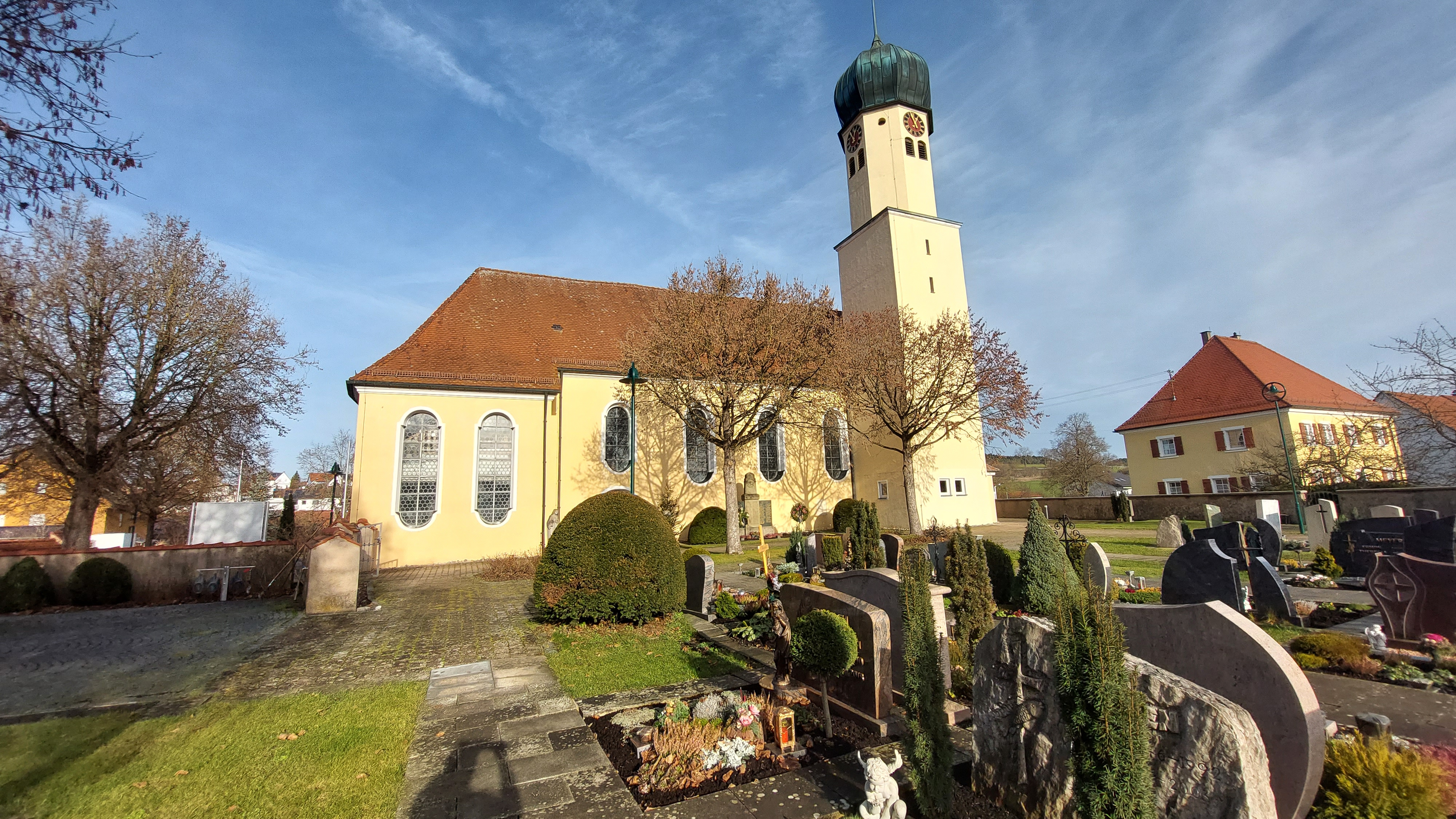
Katholische Pfarrkirche

- Katholische PfarrkircheKatholische Pfarrkirche St. Mauritius, St. Georg und Maria Immaculata
- Leonhardkapelle
- Katholisches Pfarrhaus
- Laufender Brunnen
- Ofenstein
- Gasthaus Hirsch

## Vereine
Die Sportfreunde Dorfmerkingen wurden 1922 gegründet und spielen in der Fußball-Oberliga Baden-Württemberg. Ihre Heimspiele tragen sie in der Sportanlage Felsenstraße aus, seit 2019 Röser Arena genannt. 1998 und 2017 gewann der Verein den WFV-Pokal und konnte sich dadurch für die erste Hauptrunde des nationalen DFB-Pokals qualifizieren. Zudem gibt es die Feuerwehr Dorfmerkingen, eine Abteilung der Freiwilligen Feuerwehr von Neresheim.
Große Tradition besitzt die Volksmusik in Dorfmerkingen. Die Original Härtsfelder Musikanten, gegründet 1751, sind eine der ältesten Kapellen in Süddeutschland. Die Geschichte der Volksmusik in Dorfmerkingen lässt sich lückenlos bis 1738 zurückverfolgen.

## Persönlichkeiten
- Alois Beerhalter (1798–1858), Klarinettist und Violinvirtuose, in Dorfmerkingen geboren.
- Otto Gauß (1877–1970), Organist und Komponist, in Dorfmerkingen geboren.